# Eupithecia zingiberiata
Eupithecia zingiberiata là một loài bướm đêm trong họ Geometridae.